# Ideoblothrus curazavius
Ideoblothrus curazavius är en spindeldjursart som först beskrevs av Wagenaar-Hummelinck 1948.  Ideoblothrus curazavius ingår i släktet Ideoblothrus och familjen spinnklokrypare. Inga underarter finns listade i Catalogue of Life.